# Grummelscheid
Grummelscheid (en luxemburguès: Grëmmelescht; en alemany: Grümelscheid) és una vila de la comuna de Winseler, situada al districte de Diekirch del cantó de Wiltz. Està a uns 45 km de distància de la ciutat de Luxemburg.